# Козара (филм)
Козара је југословенски партизански филм из 1962. године у режији Вељка Булајића и по сценарију Ратка Ђуровића, Стевана Булајића и Вељка Булајића.
Први партизански филм Вељка Булајића чија се радња темељи на историјској бици на Козари.

## Радња
Радња филма се заснива на историјском догађају, бици на Козари. Прича прати групу партизана који у шумама Козаре морају да пробију јаке немачке снаге, које су у јуну 1942. године покренуле офанзиву против партизана у том региону. Иако малобројни, доста слабије наоружани, партизанима додатни терет представља велики број рањеника и избеглих цивила о којима морају да брину. Како би се спасили, бројне мање групе се одлучују на скривање у земуницама, у нади да ће их Немци мимоићи. Козару је бранило 3.500 бораца партизана, за леђима су имали 80.000 стараца, жена и деце и око 600 рањеника. На Козари, на њеним прилазима и шумовитим пропланцима одиграће се жестоке битке за одбрану Козаре чије су оличење шпански борац, командир Вукша и његова чета. Ту ће се видети потресне сцене козарачког збега и трагедија голоруког народа ког непријатељ масакрира. Многи борци умиру херојском смрћу да би њихову пушку прихватили голоруки сељаци и наставили битку.

## Улоге
| Глумац                   | Улога                                           |
| ------------------------ | ----------------------------------------------- |
| Берт Сотлар              | командир Вукша                                  |
| Велимир Бата Живојиновић | Шорга                                           |
| Милена Дравић            | Миља                                            |
| Оливера Марковић         | Анђа                                            |
| Драгомир Фелба           | Обрад                                           |
| Љубиша Самарџић          | Митар                                           |
| Михајло Костић Пљака     | Ахмет                                           |
| Милан Милошевић          | Ивица                                           |
| Абдурахман Шаља          | Јаков                                           |
| Давор Антолић            | Јоја                                            |
| Тамара Милетић           | Злата                                           |
| Милорад Мајић            | Деда                                            |
| Адам Ведерњак            | Маринко                                         |
| Тана Маскарели           | Маринкова мајка                                 |
| Бранко Лустиг            | У очи рањени Немац                              |
| Бранко Татић             | Виолиниста                                      |
| Бранко Шпољар            | Немачки капетан                                 |
| Божидар Смиљанић         | Немац                                           |
| Фарук Задић              | Сељак                                           |
| Петар Спајић Суљо        | Деда са штапом                                  |
| Вида Jерман              | Партизанска веза из Приједора                   |
| Азем Даутовић            |                                                 |
| Дина Јулиус              | Шоргина кћерка                                  |
| Владо Зељковић           | Сељак којег усташа препознаје као бившег водича |
| Хајрудин Хаџикарић       | Сељак који носи капу с петокраком               |
| Енвер Џонлић             | Усташки официр                                  |
| Слободан Велимировић     | Немац на бициклу                                |
| Мирко Боман              | Сељак паничар                                   |
| Зоран Јовановић          |                                                 |
| Мија Адамовић            |                                                 |
| Милош Кандић             | Четник                                          |
| Јозо Лепетић             | Усташа                                          |
| Мишо Беговић             | Радица                                          |
| Ибро Карић               |                                                 |
| Павле Вугринац           | Рањеник у земуници                              |
| Хусеин Чокић             | Партизан који подржава Јакова                   |
| Миленко Ђедовић          |                                                 |
| Илија Башић              | Домобран који се предаје                        |
| Милош Татић              | Деда с лулом                                    |
| Раде Марковић            | Синхронизира Вукшу                              |
| Миа Адамовић             |                                                 |

## Награде
"Козара" је награђена Златном медаљом на Фестивалу у Москви (1963) и наградом критике у Њу Делхију.
Филм је на пулском фестивалу награђен Великом златном ареном за најбољи филм те новчаним наградама за режију и сценарио.
Филм је добитник награде публике Јелен недељника ВУС.
Пула 62' - Новчана награда Оливери Марковић за женску улогу. Новчана награда Бати Живојиновићу за мушку улогу. Специјално признање жирија југословенске критике Вељку Булајићу.
Награда Кекец комисије Филм и дете Вељку Булајићу.